# جوردون براون
غوردون براون (بالإنجليزية: Gordon Brown)‏ (20 فبراير 1951 في غلاسكو)، حاصل على زمالة الجمعية الملكية في إدنبرة (ولد في 20 فبراير عام 1951) هو سياسي بريطاني شغل منصب رئيس وزراء المملكة المتحدة وزعيم حزب العمال من عام 2007 إلى عام 2010. وشغل منصب مستشار الخزانة في حكومة بلير من عام 1997 إلى عام 2007. كان براون عضوًا في البرلمان (إم بّي) من عام 1983 إلى عام 2015، أولًا لدنفرملين إيست ثم لكيركالدي وكاودينبيث. وهو آخر سياسي عمالي وآخر سياسي اسكتلندي يشغل منصب رئيس الوزراء.
حصل براون على درجة الدكتوراه، ودرس التاريخ في جامعة إدنبرة، حيث انتُخب رئيسًا للجامعة في عام 1972. أمضى حياته المهنية المبكرة في العمل كمحاضر في كلية التعليم الإضافي وصحفي تلفزيوني. دخل مجلس عموم المملكة المتحدة في عام 1983 كعضو في البرلمان عن منطقة دنفرملين إيست. انضم إلى مجلس الظل في عام 1989 بصفته وزير دولة الظل للتجارة، وحصل على ترقية لاحقًا ليصبح وزير الظل للخزينة العامة في عام 1992. بعد فوز حزب العمل في عام 1997، عُين وزيرًا للخزانة، ليصبح أطول شاغل منصب لهذه الوظيفة في التاريخ الحديث.
تميزت فترة ولاية براون كوزير بإجراء إصلاحات كبيرة لهيكل السياسة النقدية والمالية في بريطانيا، ونقل صلاحيات تحديد أسعار الفائدة إلى بنك إنجلترا، وذلك بتوسيع صلاحيات الخزانة لتغطية الكثير من السياسات المحلية، ونقل المسؤولية عن الإشراف المصرفي إلى هيئة الخدمات المالية. ترأس براون أطول فترة من النمو الاقتصادي المستدام في التاريخ البريطاني، ولكن أصبح هذا يعتمد بشكل متزايد على الديون المتزايدة، وبدأ جزء من فترة النمو هذه في ظل حكومة المحافظين السابقة في عام 1993. حدد خمسة اختبارات اقتصادية قاومت اعتماد المملكة المتحدة لعملة اليورو. شملت التحركات المعارضة إلغاء إعفاء ضريبة الشركات المدفوعة مسبقًا (إيه سي تي) في أول ميزانية له، وباع احتياط الذهب في المملكة المتحدة 1999-2002، وأزال في الميزانية النهائية له 10 بالمئة «معدل البدء» من ضريبة الدخل الشخصي التي أدخلها في عام 1999. في عام 2007، استقال توني بلير من منصب رئيس الوزراء وزعيم العمل، وانتُخب براون، دون وجود منافس، ليحل محله.
قدمت حكومة براون برامج إنقاذ في عامي 2008 و2009 للمساعدة في الحفاظ على البنوك الصامدة خلال الأزمة المالية العالمية، ونتيجة لذلك، زاد الدين الوطني للمملكة المتحدة بشكل كبير. حصلت الحكومة على ملكية الأسهم في بنك نورثرن روك ورويال بنك أوف سكوتلاند، وكلاهما عانى من صعوبات مالية، وضخ مبالغ كبيرة من المال في العديد من البنوك الأخرى، بما في ذلك مجموعة لويدز المصرفية، والتي تشكلت من خلال استحواذ لويدز على إتش بي أو إس في عام 2009. في عام 2008، أقرت حكومة براون أول قانون بشأن تغير المناخ في العالم، وقدمت قانون المساواة لعام 2010. وبالرغم من ازدياد استطلاعات الرأي الأولية بعد أن أصبح براون رئيس الوزراء، انخفضت شعبية حزب العمال مع بداية من الركود الاقتصادي في عام 2008، ما أدى إلى نتائج سيئة في الانتخابات المحلية والأوروبية في عام 2009. في الانتخابات العامة لعام 2010، خسر حزب العمال 91 مقعدًا، وهي أكبر خسارة مقاعد للحزب في انتخابات عامة واحدة منذ عام 1931، ما أدى إلى برلمان معلق كان فيه حزب المحافظين أكبر حزب. بعد أن شكل حزب المحافظين حكومة ائتلافية مع الديمقراطيين الليبراليين، خلف ديفيد كاميرون براون كرئيس للوزراء. لعب براون لاحقًا دورًا بارزًا في الحملة للحفاظ على الاتحاد خلال استفتاء استقلال اسكتلندا عام 2014.

## النشأة
ولد براون في دار أورشارد لرعاية الأمومة في جيفنوك، رينفروشاير، اسكتلندا. كان والده جون إيبنيزر براون (1914-1998)، وزيرًا بكنيسة اسكتلندا وله تأثير قوي على براون. كانت والدته جيسي إليزابيث «بونتي» براون (اسمها قبل الزواج سوتر، 1918-2004)، كانت ابنة جون سوتر، تاجر أخشاب. انتقلت العائلة إلى كيركالدي – أكبر مدينة في فايف، عبر خور فورث من إدنبرة – عندما كان جوردون في الثالثة من عمره. نشأ براون هناك مع أخيه الأكبر جون وأخيه الأصغر أندرو براون في منزل القس. لذلك يُشار إليه غالبًا باسم «ابن منزل القس»، وهي عبارة اصطلاحية اسكتلندية.

## التعليم
تلقى براون تعليمه أولًا في مدرسة كيركالدي ويست الابتدائية حيث اختِير لبرنامج تجريبي للتعليم السريع، والذي دفعه للدراسة عامين إلى مدرسة كيركالدي الثانوية للحصول على تعليم أكاديمي يُدرس في فصول منفصلة. في سن 16، كتب أنه يكره ويبغض هذه التجربة «عديمة النفع» على حياة الشباب.
قُبل في جامعة إدنبرة لدراسة التاريخ في عمر السادسة عشرة. وأثناء مباراة اتحاد الرغبي في نهاية الفصل الدراسي في مدرسته القديمة، تلقى ركلة في رأسه وأصيب بانفصال الشبكية. تركه هذا أعمى في عينه اليسرى، على الرغم من العلاج الذي شمل عدة عمليات وأسابيع قضاها في غرفة مظلمة. لاحقًا في إدنبرة، أثناء لعب التنس، لاحظ نفس الأعراض في عينه اليمنى. خضع براون لعملية جراحية تجريبية في مستوصف إدنبرة الملكي وأُنقذت عينه اليمنى من قبل جراح العيون الشاب هيكتور تشاولا. تخرج براون من إدنبرة بدرجة ماجستير جامعية مع مرتبة الشرف الأولى في التاريخ عام 1972. مكث ليحصل على درجة الدكتوراه في التاريخ، التي حصل عليها بعد ذلك بعشر سنوات في عام 1982، بعنوان حزب العمال والتغيير السياسي في اسكتلندا 1918-1929.
في شبابه في جامعة أدنبره، عاش براون علاقة عاطفية مع مارغريتا، أميرة رومانيا. وقالت مارغريتا عن ذلك: «كانت قصة رومانسية عاصفة للغاية. لم أتوقف عن حبه أبدًا، لكن في يوم من الأيام لم يعد الأمر يبدو صائبًا، كان السياسة محور اهتمامه، وكنت بحاجة إلى رعاية». ونُقل عن صديق لم يكشف عن اسمه من تلك السنوات في عمل بول روتليدج عن سيرة براون الذاتية: «كانت لطيفة ورقيقة ومن الواضح أنها كانت ستكون زوجة صالحة. كانت مشرقة أيضًا، وإن لم يتشاركان في الاهتمامات، ولكن كانا ملائمين لبعضهما البعض».
في عام 1972، عندما كان ما يزال طالبًا، انتُخب براون رئيسًا لجامعة إدنبرة، راعي الجامعة. شغل منصب رئيس الجامعة حتى عام 1975، وحرر أيضًا وثيقة الورقة الحمراء في اسكتلندا.

## دراسته وبدايته السياسية والمهنية
كان تلميذاً نجيباً بدأ يوزع المناشير الدعائية لحزب العمال منذ الثانية عشرة، ثم التحق بالجامعة في السادسة عشرة. حصل براون على شهادة عليا في التاريخ من جامعة إدنبرة الاسكتلندية وهو في العشرين ثم أكمل دراساته حتى حصل على درجة الدكتوراه. في سن ال21 جمع بين التدريس في الجامعة والنشاط السياسي والعمل في التلفزيون.

## الحياة الشخصية
يحبذ براون الانطوائي، اللقاءاتِ التي يتباهى خلالها بنباهته، إلا أنه يحفظ سر علاقاته الغرامية بتكتم كبير، ولكن قلبه لا يخفق إلا للعمل حتى إن الأميرة الرومانية مارغريت - رفيقته خلال السبعينات - لخّصت ذلك بالقول: «إنه مشغول بالسياسة والسياسة والسياسة... ».
يحبذ «زعيم الفصيل» كما لقبه توم باور، الصداقات المتينة وباقترانه من زوجته سارة العام 2000 وضع براون حداً لسمعة الأعزب المنفعل الذي يُهمِل هندامه. ولكن وفاة ابنته - التي ولدت قبل الموعد العام 2002 - ثم مولد ابنيه جون وجيمس المصاب بمرض موكوفيسيدوز (تزايد غير طبيعي للألياف في أنسجة أحد أعضاء الجسم) جعلا صورته أكثر إنسانيةً لدى الجمهور ويقول براون إن الأخلاقيات البروتستانتية التي كان أبوه يلقنها مستمعيه في مواعظه والمساعدة والنصح للفقراء في منزل رجل الدين النصراني جون براون وزوجته إليزابيث، كانت بوصلته الأخلاقية في الحياة.

## دخوله حزب العمال
انتُخِب براون العام 1983 لتمثيل أدنبرة في البرلمان البريطاني (ويستمنستر) وانضم بعد 4 سنوات إلى حكومة الظل التي قادها نيل كينوك. ووجد في بلير اللبق الذي لا يميل كثيراً إلى اليسار شريكاً وبدءا العمل سوية، لصوغ مستقبل جديد للحزب.ولكن وفاة الزعيم العمالي جون سميث المفاجئة العام 1994 غيّرت مصيره. وترك براون - الذي تأثر كثيراً بذلك - بلير يصارع وحده من أجل الخلافة.
في العام 1994 كان يُنظَر إليه على نطاق واسع على أنه سيصبح زعيماً للحزب، ولكنه وافق عبر صفقة سرية ذاعت عنها أحاديث طويلة، على أن يتنحى مفسحاً الطريق لآخرَ يتمتع بشخصية أكثر منه شعبيةً وقدرةً على القيادة. وبناءً على وعد غامض تراجع براون وراء بلير على أمل أن يحل محله بعد ولايتين. وسرعان ما ندم على عدم خوض الصراع. وكتب واضع سيرته الذاتية غير المرخصة توم باور «إنه كان يلقي اللوم على مقربيه وعلى تربيته لقلة ثقته بنفسه». وانطلقت المنافسة بينهما فكانت تارةً خلاقةً وأخرى مدمرةً. وأشار الصحافي أندرو راوسلي إلى أنه «لا أحد منهما كان يستطيع أن ينجز ما أنجزاه سوياً»، ولكن بلير وبراون «قد يكونان قادرين على إنجاز المزيد لو تعاملا سوياً أكثر مما كانا يتواجهان».

## وزير المالية

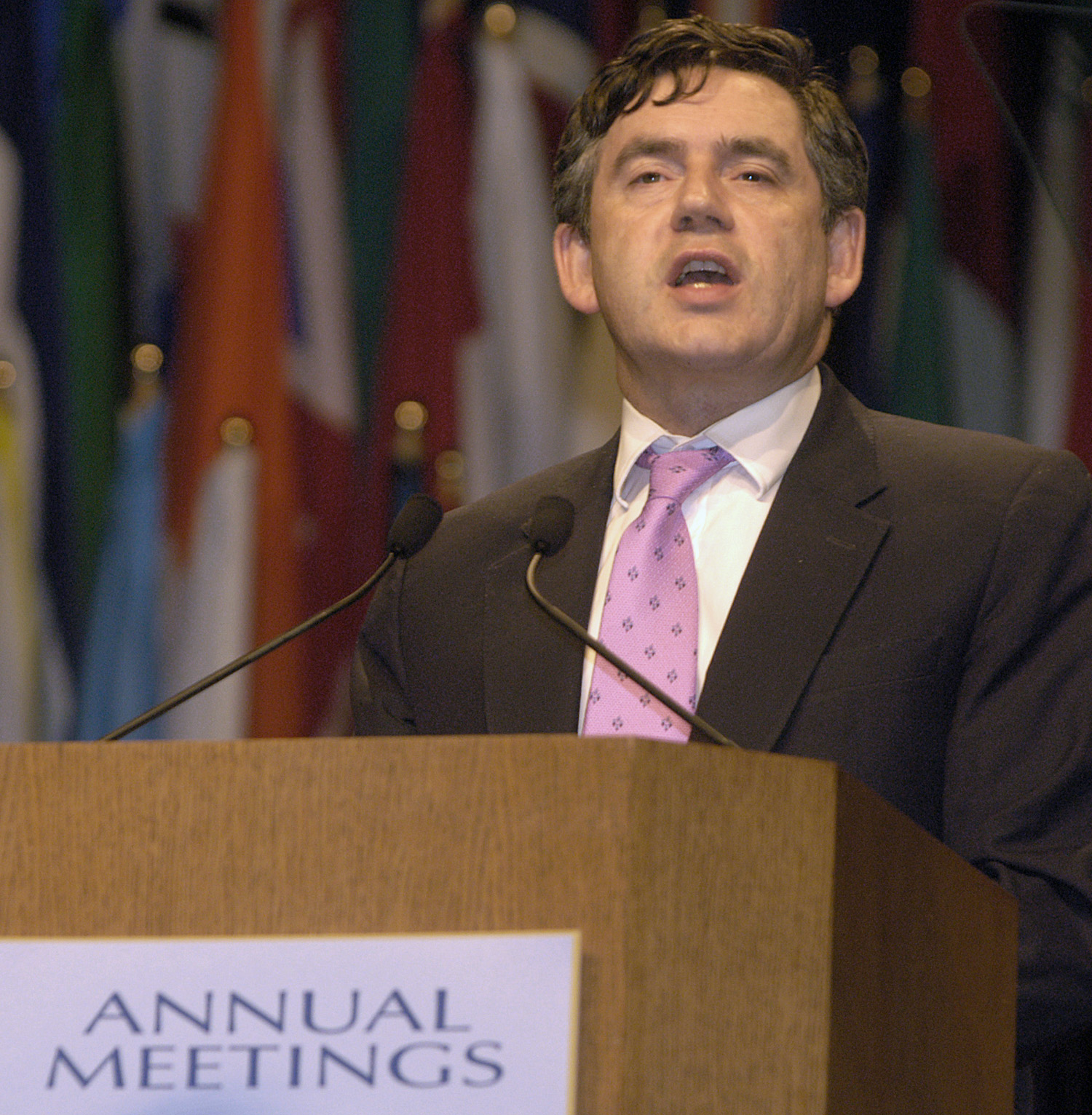
وزير الخزانة البريطاني جوردون براون في مقر صندوق النقد الدولي في واشنطن العاصمة.

عكف مع بلير على تحديث حزبهما. وتولى براون العام 1997 وزارة المالية، إذ صقل سمعته في الدقة الصارمة. ومن إنجازاته استقلال بنك إنجلترا (البنك المركزي البريطاني) ورفض اليورو. ومارس براون نشاطه بصرامة حتى إن أحد كبار الموظفين (اللورد تارنبل) أدان أخيراً أسلوبه «الستاليني».
يجهد براون في تحسين علاقاته العامة وبدأ يتحكم في الموضوعات التي تهم رئيس الوزراء. ولكن نفاد صبره واضح جداً. ويُشتبه في أنه دبّر أو وافق على تدبير المؤامرة التي دفعت إلى الحديث عن استقالة بلير منذ سبتمبر 2006. ويبقى براون - الذي لم يتورط في فضيحة «الأموال مقابل الألقاب» - متمتعاً بالأخلاق والشرف.
وبينما يُعزى إليه الفضل في قيادة مسيرة نجاح الاقتصاد البريطاني منذ وصول حزب العمّال إلى السلطة العام 1997، فإن براون لم يكشف سوى القليل عن الطريق الذي سيأخذ إليه البلاد في حال شغله منصب رئيس الوزراء.

## رئيسا لوزراء بريطانيا
أعلن رئيس الوزراء البريطاني توني بلير الجمعة 11 مايو 2007 رسمياً تأييده لوزير الخزانة (المالية) غوردون براون ليخلفه في الحكم بعد استقالته وفي 27 يونيو 2007 استلم غوردن براون رسمياً منصب رئيس الوزراء البريطاني خلفاً لطوني بلير. وبهذا يكون براون ذو ال 56 عاماً أول رئيس وزراء بريطاني من أصول اسكتلندية.

## متفرقات
- وهو أطول الوزراء شغلاً لمنصب وزير الخزانة البريطانية منذ مئتي عام.
- كان من أشد مؤيدي حرب العراق في 2003.
- يستخدم أسلوبا لبقا لأبداء معارضته لأداء قوات التحالف عامة في الحرب ولبقائها يبدو لعدم إحراج حليفه توني بلير.
- في مراهقته تلقى ضربةً خلال مباراة في لعبة الرجبي أفقدته عينه اليسرى، ما زاد في تشوه ملامحه.ذ

## وصلات خارجية
- غوردون براون على موقع IMDb (الإنجليزية)
- غوردون براون على موقع الموسوعة البريطانية (الإنجليزية)
- غوردون براون على موقع مونزينجر (الألمانية)
- غوردون براون على موقع ميوزك برينز (الإنجليزية)
- غوردون براون على موقع إن إن دي بي (الإنجليزية)
- غوردون براون على موقع قاعدة بيانات الفيلم (الإنجليزية)
- غوردون براون على موقع كينوبويسك (الروسية)
- من هو غوردون براون (تقرير للبي بي سي العربية)